# 谭兴举
谭兴举，中华人民共和国政治人物、外交官。
曾就读于连南民族中学，1960年毕业。
1989年8月至1993年4月，担任中华人民共和国驻曼彻斯特总领事。
1995年，接替徐英杰，担任中华人民共和国驻乌干达大使。1997年，由宋增寿接任。